# Pierre Brasseur
Pierre Brasseur, egentligen Pierre-Albert Espinasse, född 22 december 1905 i Paris, död 16 augusti 1972 i Brunico i Italien, var en fransk skådespelare, far till Claude Brasseur.
Pierre Brasseur gjorde scendebut som 15-åring och filmdebut vid 20. Hans stora genombrott kom 1938 i filmen Dimmornas kaj. Brasseur var en formidabel och imponerande skådespelare, som kunde uttrycka såväl ironi som humor. Han medverkade i mer än 80 filmer. Brasseur var också verksam som poet och författade flera teaterpjäser.

## Filmografi i urval
- 1924 – Une vie sans joie
- 1938 – Dimmornas kaj
- 1943 – Bergtagen
- 1945 – Paradisets barn
- 1946 – Nattens portar
- 1951 – Kärlekens fröjder
- 1955 – Napoleon - soldat och kejsare
- 1957 – Drömmarnas gränd
- 1959 – Hotet
- 1960 – De bestialiska
- 1960 – Den vackre Antonio
- 1963 – Försvarsadvokaten
- 1965 – Hämnd på tjallare
- 1966 – Kungen kommer tillbaka
- 1966 – Vilken himla kalabalik
- 1969 – Goto - kärlekens ö
- 1971 – Äventyraren